# 475802 Zurek
475802 Zurek este o planetă minoră (asteroid) din centura de asteroizi. A fost descoperită pe 13 decembrie 2006 la Mauna Kea de David D. Balam. 
Obiectul prezintă o orbită caracterizată de o semiaxă mare de 3,1886325705471 UAi, o excentricitate de 0,14, o înclinație de 8,7 ° în raport cu ecliptica.